# WTA Poland Open 2023
Warsaw Open 2023 (còn được biết đến với BNP Paribas Warsaw Open vì lý do tài trợ) là một giải quần vợt nữ thi đấu trên mặt sân cứng ngoài trời. Đây là lần thứ 3 giải WTA Poland Open được tổ chức, và là một phần của WTA 250 trong WTA Tour 2023. Giải đấu diễn ra tại Legia Tennis Centre ở Warsaw, Ba Lan, từ ngày 24 đến ngày 30 tháng 7 năm 2023.

## Sự cố
Trước khi giải đấu bắt đầu, tay vợt Nga Vera Zvonareva đã bị cấm nhập cảnh vào Ba Lan vì lý do chính trị. Điều này đã khiến cô buộc phải rút lui khỏi giải đấu.

## Nội dung đơn

### Hạt giống
| Quốc gia | Tay vợt            | Xếp hạng† | Hạt giống |
| -------- | ------------------ | --------- | --------- |
| POL      | Iga Świątek        | 1         | 1         |
| CZE      | Karolína Muchová   | 18        | 2         |
| CZE      | Kateřina Siniaková | 33        | 3         |
| CHN      | Zhu Lin            | 40        | 4         |
| CHN      | Zhang Shuai        | 45        | 5         |
| ITA      | Camila Giorgi      | 50        | 6         |
| CZE      | Linda Fruhvirtová  | 56        | 7         |
| CZE      | Linda Nosková      | 61        | 8         |

† Bảng xếp hạng vào ngày 17 tháng 7 năm 2023.

### Vận động viên khác
Đặc cách:
- Maja Chwalińska
- Weronika Ewald
- Karolína Muchová

Bảo toàn thứ hạng:
- Kristína Kučová

Vượt qua vòng loại:
- Jana Fett
- Yuliya Hatouka
- Ankita Raina
- Rebecca Šramková

Thua cuộc may mắn:
- Natalija Stevanović

### Rút lui
- Margarita Betova → thay thế bởi  Yanina Wickmayer
- Katie Boulter → thay thế bởi  Nao Hibino
- Marie Bouzková → thay thế bởi  Tereza Martincová
- Camila Giorgi → thay thế bởi  Natalija Stevanović
- Rebeka Masarova → thay thế bởi  Viktória Hrunčáková
- Ajla Tomljanović → thay thế bởi  Lucrezia Stefanini
- Lesia Tsurenko → thay thế bởi  Heather Watson
- Markéta Vondroušová → thay thế bởi  Jodie Burrage
- Wang Xinyu → thay thế bởi  Jessika Ponchet
- Vera Zvonareva → thay thế bởi  Laura Siegemund

## Nội dung đôi

### Hạt giống
| Quốc gia | Tay vợt             | Quốc gia | Tay vợt               | Xếp hạng† | Hạt giống |
| -------- | ------------------- | -------- | --------------------- | --------- | --------- |
| CHN      | Zhang Shuai         | CHN      | Zhu Lin               | 119       | 1         |
| GEO      | Natela Dzalamidze   | ROU      | Monica Niculescu      | 122       | 2         |
| SVK      | Viktória Hrunčáková | SVK      | Tereza Mihalíková     | 125       | 3         |
|          | Lidziya Marozava    |          | Aliaksandra Sasnovich | 147       | 4         |
| GBR      | Alicia Barnett      | GBR      | Olivia Nicholls       | 160       | 5         |

† Bảng xếp hạng vào ngày 17 tháng 7 năm 2023.

### Vận động viên khác
Đặc cách:
- Maja Chwalińska /  Jessika Ponchet
- Martyna Kubka /  Natalija Stevanović

Thay thế:
- Ankita Raina /  Yuan Yue

### Rút lui
- Natela Dzalamidze /  Monica Niculescu → thay thế bởi  Ankita Raina /  Yuan Yue
- Priska Nugroho /  Jessy Rompies → thay thế bởi  Oana Gavrilă /  Jessy Rompies
- Laura Siegemund /  Vera Zvonareva → thay thế bởi  Linda Fruhvirtová /  Laura Siegemund

## Nhà vô địch

### Đơn
- Iga Świątek đánh bại  Laura Siegemund, 6–0, 6–1

### Đôi
- Heather Watson /  Yanina Wickmayer đánh bại  Weronika Falkowska /  Katarzyna Piter, 6–4, 6–4